# 세인트루시아의 구

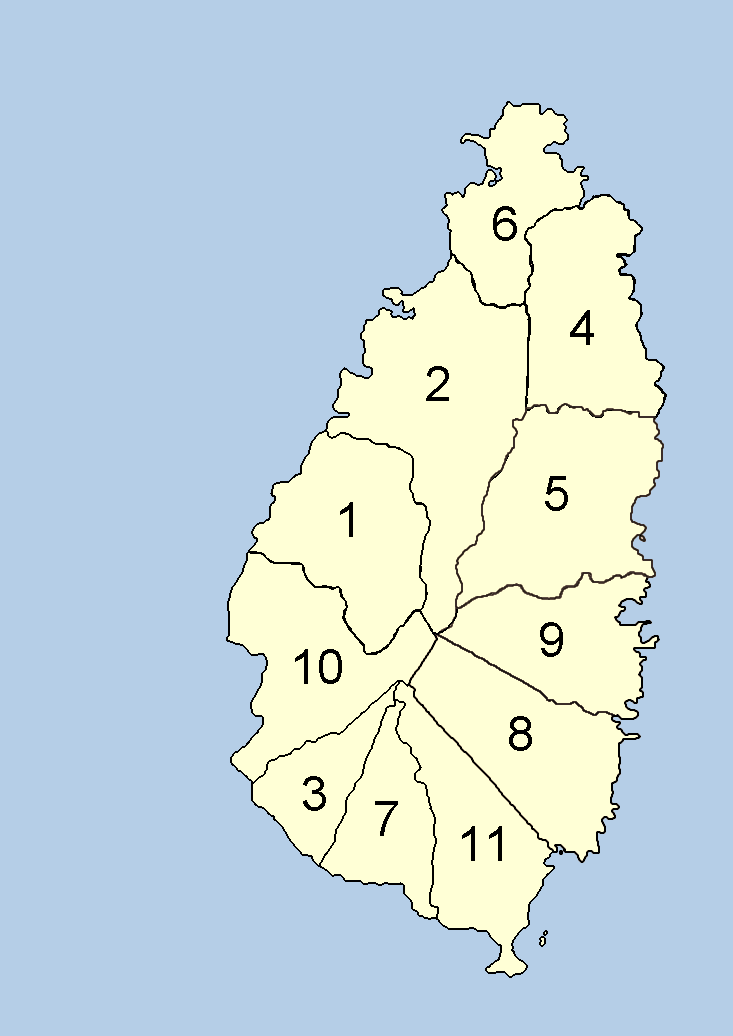
세인트루시아의 행정 구역

세인트루시아는 11개 구로 구성되어 있다.
1. 앙스라레 구 (Anse la Raye)
2. 캐스트리스 구 (Castries)
3. 슈아죌 구 (Choiseul)
4. 도팽 구 (Dauphin)
5. 데네리 구 (Dennery)
6. 그로스아일렛 구 (Gros Islet)
7. 라보리 구 (Laborie)
8. 미쿠 구 (Micoud)
9. 프라슬랭 구 (Praslin)
10. 수프리에르 구 (Soufrière)
11. 비외포르 구 (Vieux Fort)